# Ronde van Spanje 2020/Eerste etappe
De eerste etappe van de Ronde van Spanje 2020 werd verreden op 20 oktober tussen Irun en Arrate. 
| Irun – Arrate (169,5 km) |                     |                        |          |
| Plaats                   | Naam                | Ploeg                  | Tijd     |
| 1                        | Primož Roglič       | Team Jumbo-Visma       | 4u22'34" |
| 2                        | Richard Carapaz     | Team INEOS Grenadiers  | + 1"     |
| 3                        | Daniel Martin       | Israel Start-Up Nation | z.t.     |
| 4                        | Esteban Chaves      | Mitchelton-Scott       | z.t.     |
| 5                        | Felix Großschartner | BORA-hansgrohe         | z.t.     |
| 6                        | Enric Mas           | Movistar Team          | z.t.     |
| 7                        | Hugh Carthy         | EF Education First     | + 4"     |
| 8                        | Sepp Kuss           | Team Jumbo-Visma       | + 10"    |
| 9                        | George Bennett      | Team Jumbo-Visma       | + 40"    |
| 10                       | Andrea Bagioli      | Deceuninck–Quick-Step  | + 51"    |
|                          |                     |                        |          |
| 12                       | Robert Gesink       | Team Jumbo-Visma       | z.t.     |
| 48                       | Kobe Goossens       | Lotto Soudal           | + 5'49"  |

| Algemeen klassement |                     |                        |          |
| Plaats              | Naam                | Ploeg                  | Tijd     |
| Rode trui           | Primož Roglič       | Team Jumbo-Visma       | 4u22'24" |
| 2                   | Richard Carapaz     | Team INEOS Grenadiers  | + 5"     |
| 3                   | Daniel Martin       | Israel Start-Up Nation | + 7"     |
| 4                   | Esteban Chaves      | Mitchelton-Scott       | + 11"    |
| 5                   | Felix Großschartner | BORA-hansgrohe         | z.t.     |
| 6                   | Enric Mas           | Movistar Team          | z.t.     |
| 7                   | Hugh Carthy         | EF Education First     | + 14"    |
| 8                   | Sepp Kuss           | Team Jumbo-Visma       | + 20"    |
| 9                   | George Bennett      | Team Jumbo-Visma       | + 50"    |
| 10                  | Andrea Bagioli      | Deceuninck–Quick-Step  | + 1'01"  |
|                     |                     |                        |          |
| 12                  | Robert Gesink       | Team Jumbo-Visma       | z.t.     |
| 48                  | Kobe Goossens       | Lotto Soudal           | + 5'59"  |

## Opgaves
- Mathias Frank (AG2R La Mondiale): Afgestapt tijdens de etappe
- Alexandre Geniez (AG2R La Mondiale): Afgestapt tijdens de etappe
- Ilan Van Wilder (Team Sunweb): Afgestapt tijdens de etappe vanwege knieproblemen

1e etappe ·
2e etappe ·
3e etappe ·
4e etappe ·
5e etappe ·
6e etappe ·
7e etappe ·
8e etappe ·
9e etappe ·
10e etappe ·
11e etappe ·
12e etappe ·
13e etappe ·
14e etappe ·
15e etappe ·
16e etappe ·
17e etappe ·
18e etappe
Startlijst · Eindstanden · Afbeeldingen